# Ботезат, Георгий Александрович
Георгий Александрович Ботезат (англ. George de Bothezat; 19 июня 1882, Санкт-Петербург, Российская империя — 1 февраля 1940, Бостон, США) — русско-американский авиаконструктор, учёный, изобретатель и математик, построивший один из первых квадролетов.

## Биография
Родился в Санкт-Петербурге в семье потомственного дворянина Александра Ильича Ботезата (?—1900) и Надежды Львовны Рабутовской. По отцовской линии, происходил из бессарабского дворянского рода, со стороны матери — из русской дворянской семьи. Отец был выпускником историко-филологического факультета Санкт-Петербургского университета, служил в Министерстве иностранных дел Российской империи. В семье кроме сына Георгия росли также две девочки: Вера (1886) и Нина (1884). До 1900 года семья жила в Париже, куда отец был направлен по линии Министерства иностранных дел; после смерти отца в 1900 году мать с детьми вернулась в Россию и поселилась в Кишинёве, где друг семьи — промышленник и меценат Егор Егорович Рышкан-Дерожинский — взял на себя финансовые расходы в связи с обучением детей.
Окончил Кишинёвское реальное училище в 1902 году. Учился на механическом отделении Харьковского технологического института (1902—1905) и в Электротехническом институте Монтефиоре в Льеже (Бельгия, 1905—1907), где получил звание инженера-электрика. В 1908 году получил с отличием диплом инженера-технолога в Харьковском технологическом институте. В 1908—1909 годах стажировался в Геттингенском и Берлинском университетах. В 1911 году в Сорбонне защитил первую в области авиации докторскую диссертацию «Исследования в области стабильности аэроплана» («Étude de la stabilité de l’aéroplane»).
С 1911 года преподавал в Санкт-Петербургском политехническом институте. Во время первой мировой войны работал в качестве эксперта в различных военно-технических учреждениях. Весной 1916 года вместе с профессорами Тимошенко, Фан-дер-Флитом и Лебедевым он вошёл в состав Технического комитета вновь созданного Управления Военно-воздушного Флота Военного министерства.
В мае 1918 года, получив приглашение на работу в США, Г. А. Ботезат покинул Петроград и при содействии сотрудников американского представительства добрался до Мурманска, затем нелегально покинул Россию; в том же месяце прибыл в США. Работал экспертом в Национальном консультативном комитете по аэронавтике. В 1921 году Конгресс выделил ему огромную по тем временам сумму денег в 200 000 долларов на постройку экспериментального вертолёта и зарплату в 10 000 долларов в год.
В 1922 году Ботезат построил свой четырёхвинтовый вертолёт в авиационном центре в Дейтоне, Огайо. Аппарат, имевший вес 1600 килограммов (благодаря алюминиевой раме), двигатель мощностью 170 л. с. и способный нести трёх пассажиров успешно поднялся в воздух на высоту в несколько метров и устойчиво управлялся, совершив в 1922 и 1923 годах более 100 полетов. Это был первый вертолёт американских ВВС и первый вертолёт, успешно совершивший управляемый полёт. Однако американские военные предпочли воздержаться от дальнейшего финансирования работ по вертолётам, считая их серийное производство преждевременным и дав приоритет работам в области автожиров. Ботезат же переключился на разработку самолётов.

Вертолёт Ботезата. 1922

Позже Ботезат основал фирму по производству мощных вентиляторов, поставлявшихся на военно-морской флот США, и только в 1936 году вернулся к экспериментам с вертолётами, основав фирму «Helicopter Corporation of America». Однако особых успехов в этой области он не добился.
В научном плане кроме исследований в области самолётов и вертолётов Георгий Ботезат занимался исследованиями траекторий полета в воздушном и безвоздушном пространстве, в частности рассчитал траекторию полета на Луну, позже использованную при разработке проекта Аполлон. Умер в 1940 году в Бостоне после операции на сердце. Похоронен в Нью-Йорке. Архив Георгия Ботезата хранится в библиотеке академии ВВС США.

## Семья
Сестра Вера (в замужестве Масинёва), врач, была замужем за офицером 142-го пехотного Звенигородского полка Василием Прохоровичем Масинёвым, жила в Орле.

## Труды
- Etude de la stabilite de l, aeroplane. Paris, 1911;
- Проблема устойчивости аэроплана.,1912;
- Введение в механику. Спб., 1912;
- Введение в изучение устойчивости аэропланов. СПб., 1912;
- Описание автоматически устойчивого аэроплана системы Г. А. Ботезата. Спб., 1912;
- Исследование явления работы лопастного винта. Пг., 1917;
- Теория плоскорадиального лопастного винта. Пг., 1917;
- Fan engineering fundamentals. N.Y., 1935.